# Отношения Габона и Экваториальной Гвинеи
Отношения Габона и Экваториальной Гвинеи — двусторонние дипломатические отношения между Габоном и Экваториальной Гвинеей. Протяжённость государственной границы между странами составляет 345 км.

## История
Восточная граница Экваториальной Гвинеи была установлена франко-испанской конвенцией, подписанной в июне 1900 года. Между Габоном и Экваториальной Гвинеей существует напряженность из-за проблемы принадлежности островов Мбанье, Конга и Кокотерос расположенными в заливе Кориско. Воды, связанные с этими островами, богаты углеводородами. В сентябре 2008 года генеральный секретарь ООН Пан Ги Мун назначил международного посредника для урегулирования этого конфликта.
В настоящее время Организация Объединённых Наций призывает Экваториальную Гвинею и Габон разрешить спор о суверенитете над островом Мбанье и меньшими островами, оккупированными Габоном, и утвердить морскую границу в богатом углеводородами заливе Кориско.

## Торговля
В 2009 году Габон экспортировал в Экваториальную Гвинею товаров на сумму 15,7 млн долларов США. Экспорт Габона в Экваториальную Гвинею: очищенная нефть, крупногабаритная строительная техника и грузовые автомобили. За последние 13 лет экспорт Габона в Экваториальную Гвинею увеличился в годовом исчислении на 22,8 %, с 1,09 миллиона долларов США в 1996 году до 15,7 миллиона долларов США в 2009 году. В 2009 году Экваториальная Гвинея экспортировала в Габон товаров на сумму 6,87 миллиона долларов США. Экспорт Экваториальной Гвинеи в Габон: нефтяной газ, буксиры и землеройная техника. За последние 13 лет экспорт Экваториальной Гвинеи в Габон увеличился в годовом исчислении на 39,2 %, с 93,2 тыс. долларов США в 1996 году до 6,87 млн долларов США в 2009 году.

## Дипломатические представительства
- Габон имеет посольство в Малабо[6].
- Экваториальная Гвинея содержит посольство в Либревиле[7].